# Нордштейн, Александр Петрович
Александр Петрович Нордштейн (1809—1880) — инженер-полковник, коллекционер, писатель. Начальник Вытегорского округа путей сообщения.

## Биография
Окончил Институт инженеров путей сообщения в 1829 г.
В 1852—1856 гг. непременный член Воронежского губернской строительной и дорожной комиссии в Воронеже, куда был переведен из г. Гродно.
Принимал участие в литературной жизни г. Воронежа, участвовал в кружке Н. И. Второва, был другом и покровителем поэта Ивана Саввича Никитина.
Имел в своей коллекции произведения К. Ф. Рылеева, А. И. Герцена, А. Н. Радищева и других.
В 1856 г. Нордштейн переведен в Костромскую губернскую строительную комиссию.
В 1860-х помощник начальника Вытегорского округа путей сообщения. По его проектам проведено переустройство Мариинской система, приказом министра путей сообщения от 5 июня 1874 г. назначен начальником округа.
В 1875 г. А. П. Нордштейну присвоено звание почетного гражданина г. Вытегры.
В 1880 г. министерством путей сообщения были введены стипендии имени А. П. Нордштйна для бедных учащихся.

## Сочинения
- Нордштейн А. П. Выписки из тетрадей инженера Нордштейна: Всякая всячина, [начало XIX в. — 1860-е гг.] //Русский Архив. 1905. No10. С.233-270.